# Melodifestivalen 1999
Melodifestivalen 1999 var den 39:e upplagan av musiktävlingen Melodifestivalen och samtidigt Sveriges uttagning till Eurovision Song Contest 1999.
Finalen hölls på Victoriahallen/Stockholmsmässan i Stockholm den 27 februari 1999, där melodin "Tusen och en natt", framförd av Charlotte Nilsson (numera Perrelli), vann, genom att ha fått högst totalpoäng av jurygrupperna och tv-tittarna. För andra gången i festivalens historia fick tv-tittarna vara med och påverka resultatet genom telefonröstning, något som varje år sedan dess använts i festivalen. Finalkvällen blev återigen bara körd i en omgång istället för i två och systemet med att bjuda in kompositörer på förhand ströks. Dessutom återupptogs samarbetet med Svenska musikförläggareföreningen igen. För första gången någonsin spelades de tio finalbidragen upp i radio samma eftermiddag som finalen skulle äga rum.
Tusen och en natt fick sedan representera Sverige i ESC 1999 som arrangerades i Jerusalem i Israel den 29 maj 1999. 

## Tävlingsupplägg[3]

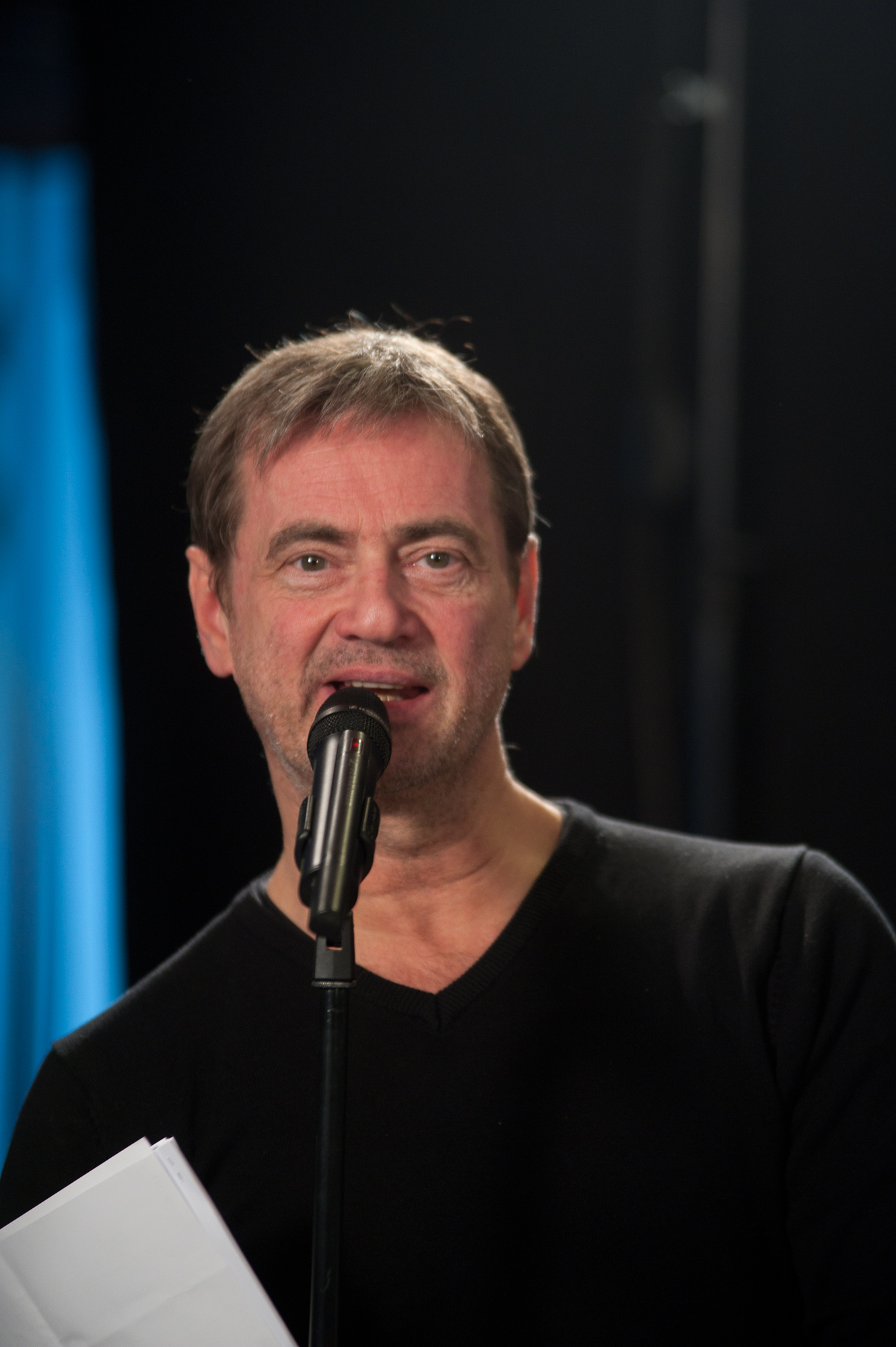
Christer Björkman ställde upp i Melodifestivalen för tredje gången det här året. 2002-2021 var han istället programmets producent. Bilden är från 2010.

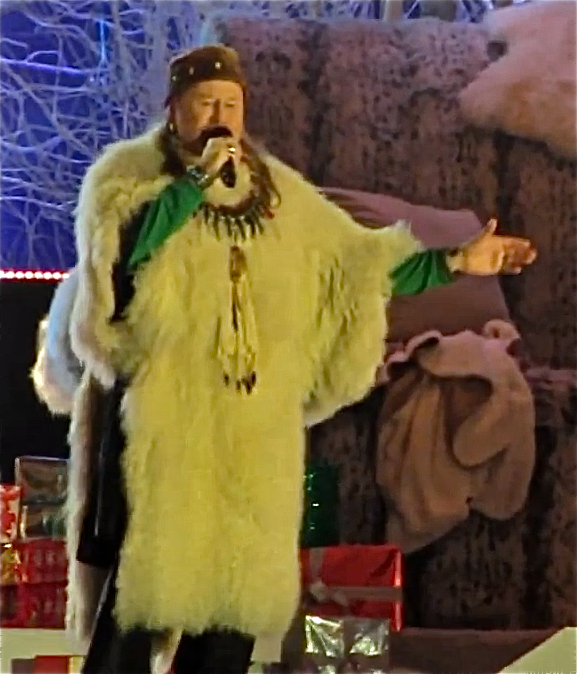
Roger Pontare, som hade vunnit fem år tidigare, tävlade återigen i tävlingen det här året. Han lyckades under finalkvällen få hela tre tolvpoängare, vilket blev flest av de tolvor som delades ut. Inför tävlingen var han favorittippad att vinna, vilken han dock aldrig gjorde.

Efter många år med att ha haft finalkvällen uppdelad i två omgångar och endast haft jurygrupper som enda resultat valde Sveriges Television att förändra och förnya konceptet. Finalkvällen behölls men likt många tidigare år (ej åren 1958-65, 1971, 1982-88 och 1991-96) tävlades bara finalen i en enda omgång. Skillnaden blev nu att makten delades mellan elva jurydistrikt runt om i Sverige samt telefonröster. Telefonröster hade förvisso använts redan år 1993 (och 1962 avgjordes hela finalen med hjälp av poströster) men det var först det här året som tittarna kunde rösta på alla tio melodierna och fick avlägga lika många poäng som alla de elva jurygrupperna tillsammans.
Systemet med att ha förinbjudna kompositörer togs bort och därmed gick alla tio finalplatser till bidrag som skickats in genom en allmän inskickning av bidrag. Totalt skickades det in 1 315 bidrag, vilket blev en ökning med 194 bidrag jämfört med året innan. Men Sveriges Television valde delvis att ta tillbaka det system som använts flitigt under 1980-talet, med att låta bidragen granskas av Svenska musikförläggareföreningen (SMFF) innan urvalsjuryn fick börja lyssna och bedöma. Till skillnad från 80-talets system behövde inte de inskickade bidragen gå via ett musikförlag innan de nådde Sveriges Television, utan bidragen skickades in till televisionen och granskades därefter av SMFF och Sveriges Television. Efter granskningen tog urvalsjuryn vid som tog ut tio tävlande bidrag.
Det här året blev det första året som festivalen direktsändes via internet (genom Sveriges Televisions hemsida), och dessutom var det första året som de tio finalbidragen spelades upp i Sveriges Radio P4 samma eftermiddag som finalen skulle hållas.

### Återkommande artister
| Artist            | Tidigare år (med placering) (Melodifestivalen) | Tidigare år (med placering) (ESC) |
| ----------------- | ---------------------------------------------- | --------------------------------- |
| Arvingarna        | 1993 (1:a), 1995 (6:a)                         | 1993 (7:a)                        |
| Christer Björkman | 1992 (1:a), 1993 (6:a)                         | 1992 (22:a)                       |
| Roger Pontare     | 19941 (1:a)                                    | 19941 (13:e)                      |

1 1994 tävlade Roger Pontare tillsammans med Marie Bergman.

### Övrigt
- Martin Svensson var innan tävlingen favorittippad att vinna, medan den riktiga vinnaren (Charlotte Nilsson) enbart fick en tvåa (av fem) i betyg av Aftonbladets kritiker Annika Sundbaum-Melin.
- I tjejgruppen Ai ingick bland annat Josefine Sundström som senare samma år blev anställd på Sveriges Television som programledare för musikprogrammet Voxpop. Sundström skulle också komma att vara programledare för Melodifestivalen 2001 och senare även för Melodifestivalen 2013, då som webbprogramledare.
- På grund av tekniska problem fick Arvingarna ta om sitt nummer. Felet bestod i att bandets mikrofoner inte var påslagna. Trots sin "andra" chans lyckades inte bandet vinna.
- Thomas G:son fick med sin första låt i Melodifestivalen. I senare festivaler har han fått med över 25 låtar, där tre vunnit. Han har även tävlat med andra bidrag i andra europeiska länder (och lyckats vinna där ett antal gånger).
- Cleo Nilsson fick starta sist det här året och blev därmed den sista artisten som framförde ett bidrag i Melodifestivalen på 1900-talet (ej inräknat att vinnarlåten spelades igen).
- "Tusen och en natt" fick knappt 125000 röster.[7]
- "Det gäller dej och mej" fick över 50000 färre röster än "Tusen och en natt":s 125000 röster.[7]

## Finalkvällen
Finalen av festivalen 1999 direktsändes i SVT2 (och SR P4) den 27 februari 1999 kl. 21.00-23.00 från Victoriahallen (Stockholmsmässan) i Stockholm. Programledare var Anders Lundin och Vendela Kirsebom Thomessen medan Anders Berglund var kapellmästare. Det här är den enda gången som en Melodifestival organiserades i Stockholm sändes i tvåan istället för ettan.
Det här året blev det första året som de elva jurydistrikten fick dela avgörandet med tv-tittarna. De bägge grupperna (jury respektive tittarna) gavs 50 procents makt vardera att avgöra finalen. Förvisso hade telefonröstning använts även år 1993, men då fick tittarna agera jury i den andra röstningsomgången. Jury respektive tittarna hade 50 totalt 473 poäng vardera att dela ut. Varje jury delade ut poängen 1, 2, 4, 6, 8, 10 och 12 poäng. Tittarnas andel delades ut i juryns poäng multiplar av elva: 1 poäng blev 11 poäng, 2 poäng blev 22 poäng, 4 poäng blev 44 poäng, 6 poäng blev 66 poäng, 8 poäng blev 88 poäng, 10 poäng blev 110 poäng och 12 poäng blev 132 poäng. Sju av tio bidrag gavs därför poäng per jurygrupp och telefonröster. Därför fick de tre bidragen med minst antal röster per jurygrupp (och även för telefonrösterna) noll poäng. Jurygrupperna representerade städer och bestod enbart av musiker, musikproffs etc.
Klockan 14.00 samma eftermiddag som finalen skulle hållas spelades bidragen upp i Sveriges Radio P4, samtidigt som man påbörjade telefonröstningen. Varje samtal kostade 60 öre och det fanns ingen begränsning på hur många samtal man fick ringa. Vart och ett av de tio bidragen hade dessutom två telefonnummer: ett där man avlade sin röst och ett där man kunde lyssna på låten i telefonen. Valde man dock att ringlyssna på låten kostade samtalet 4,90 kr per minut, pengar som gick oavkortat till Radiohjälpen. När sändningen sedan startade spelades de tio bidragen upp, med fortsatt röstning. Efter att alla bidragen hade framförts och spelats upp i en snabbrepris stängdes slussarna och rösterna räknades. Samtidigt som det skedde avlade jurygrupperna sina poäng. När alla jurygrupper hade sagt sitt adderades deras poäng med tittarnas poäng och man fick ut ett totalresultat. Vinnaren blev den som efter jurygruppernas och tittarnas poängutdelning hade fått högst totalpoäng. Samtliga Melodifestivalsfinaler åren efter det här året har avgjorts på samma sätt, dvs. med lika delar jurypoäng som telefonpoäng. Det kan noteras att Sverige använde telefonröstning som resultat i Eurovision Song Contest redan år 1997 och 1998, men i Melodifestivalen 1997 och 1998 avgjorde en jury. 
I fem melodier användes bara orkester. I de andra låtarna förekom helt eller delvis förinspelad bakgrundsmusik, melodi 2 och 8 utfördes med förinspelad musik tillsammans med orkestern och i låt nummer 4, "Stjärna på himmelen" av Drömhus, användes inte orkestern alls.

### Startlista
Nedan listas bidragen i startordningen:
| Nr | Artist            | Låt                          | Upphovsmän (Text & musik)                   |
| -- | ----------------- | ---------------------------- | ------------------------------------------- |
| 1  | Charlotte Nilsson | Tusen och en natt            | Gert Lengstrand (tm), Lars Diedricson (tm)  |
| 2  | Crosstalk         | Det gäller dig och mig       | Lars Edvall (tm), Mattias Reimer (tm)       |
| 3  | Janica            | Jag kan se dig               | Anders Dannvik (tm), Pär Olsson (t)         |
| 4  | Drömhus           | Stjärna på himmelen          | Per Andréasson (tm), Anders Dannvik (tm)    |
| 5  | Roger Pontare     | Som av is                    | Lasse Johansson (t), Staffan Stavert (m)    |
| 6  | Martin            | (Du är så) Yeah Yeah Wow Wow | Martin Svensson (tm)                        |
| 7  | Christer Björkman | Välkommen hem                | Lasse Sahlin (t), Jan Lundkvist (m)         |
| 8  | Ai                | Bilder av dig                | Stephan Berg (tm)                           |
| 9  | Arvingarna        | Det svär jag på              | Torgny Söderberg (tm), Lena Philipsson (tm) |
| 10 | Cleo              | Natten är min vän            | Thomas G:son (tm)                           |

### Poäng och placeringar
| Nr | Låt                          | Luleå | Umeå | Sunds- vall | Falun | Karl- stad | Örebro | Norr- köping | Gbg | Växjö | Malmö | Stholm | Jury- poäng | Telefonröster | Telefon- poäng | Total- summa | Plac. |
| -- | ---------------------------- | ----- | ---- | ----------- | ----- | ---------- | ------ | ------------ | --- | ----- | ----- | ------ | ----------- | ------------- | -------------- | ------------ | ----- |
| 1  | Tusen och en natt            | 10    | 12   | 8           | 8     | 4          | 8      | 10           | 1   | 10    | 10    | 4      | 85          | 124 947       | 132            | 217          | 1     |
| 2  | Det gäller dig och mig       | 12    | 4    | 1           | 12    | 6          | 6      | 2            | 10  | 2     | -     | 10     | 65          | 73 600        | 22             | 87           | 6     |
| 3  | Jag kan se dig               | -     | 8    | 10          | 6     | 8          | 4      | 12           | 2   | 6     | 4     | 6      | 66          | 22 106        | -              | 66           | 7     |
| 4  | Stjärna på himmelen          | 8     | 2    | -           | 10    | 1          | -      | -            | 12  | 1     | 2     | 2      | 38          | 86 999        | 110            | 148          | 2     |
| 5  | Som av is                    | 2     | 6    | 6           | -     | 12         | -      | 4            | -   | 12    | 12    | -      | 54          | 73 744        | 44             | 98           | 5     |
| 6  | (Du är så) Yeah Yeah Wow Wow | 6     | -    | 2           | -     | 2          | 2      | 1            | 8   | 4     | 6     | 12     | 43          | 75 354        | 66             | 109          | 4     |
| 7  | Välkommen hem                | -     | 1    | -           | 4     | -          | -      | -            | -   | -     | 1     | -      | 6           | 16 523        | -              | 6            | 10    |
| 8  | Bilder av dig                | 4     | -    | -           | 1     | -          | 12     | -            | 6   | -     | -     | 8      | 31          | 56 890        | 11             | 42           | 9     |
| 9  | Det svär jag på              | 1     | -    | 4           | 2     | -          | 1      | 6            | 4   | -     | 8     | -      | 26          | 75 654        | 88             | 114          | 3     |
| 10 | Natten är min vän            | -     | 10   | 12          | -     | 10         | 10     | 8            | -   | 8     | -     | 1      | 59          | 24 522        | -              | 59           | 8     |

- Totalröster: 630 339 röster.[9]
- Tittarsiffror: 3 212 000 tittare.[10]

### Juryuppläsare
Liksom år 1997 läste juryuppläsarna i första omgången upp de lägre poängen (1, 2, 4, 6, 8, 10) och tolvorna i andra omgången.
- Luleå: Christer Holmqvist
- Umeå: Anita Färingö
- Sundsvall: Peter Nässén
- Falun: Tinna Edlund
- Karlstad: Jenny Eklund
- Örebro: Päivi Kotka
- Norrköping: Per Dahlberg
- Göteborg: Henrik Johnsson
- Växjö: Henrik Olsson
- Malmö: Pernilla Månsson
- Stockholm: Sten Söderberg

## Eurovision Song Contest

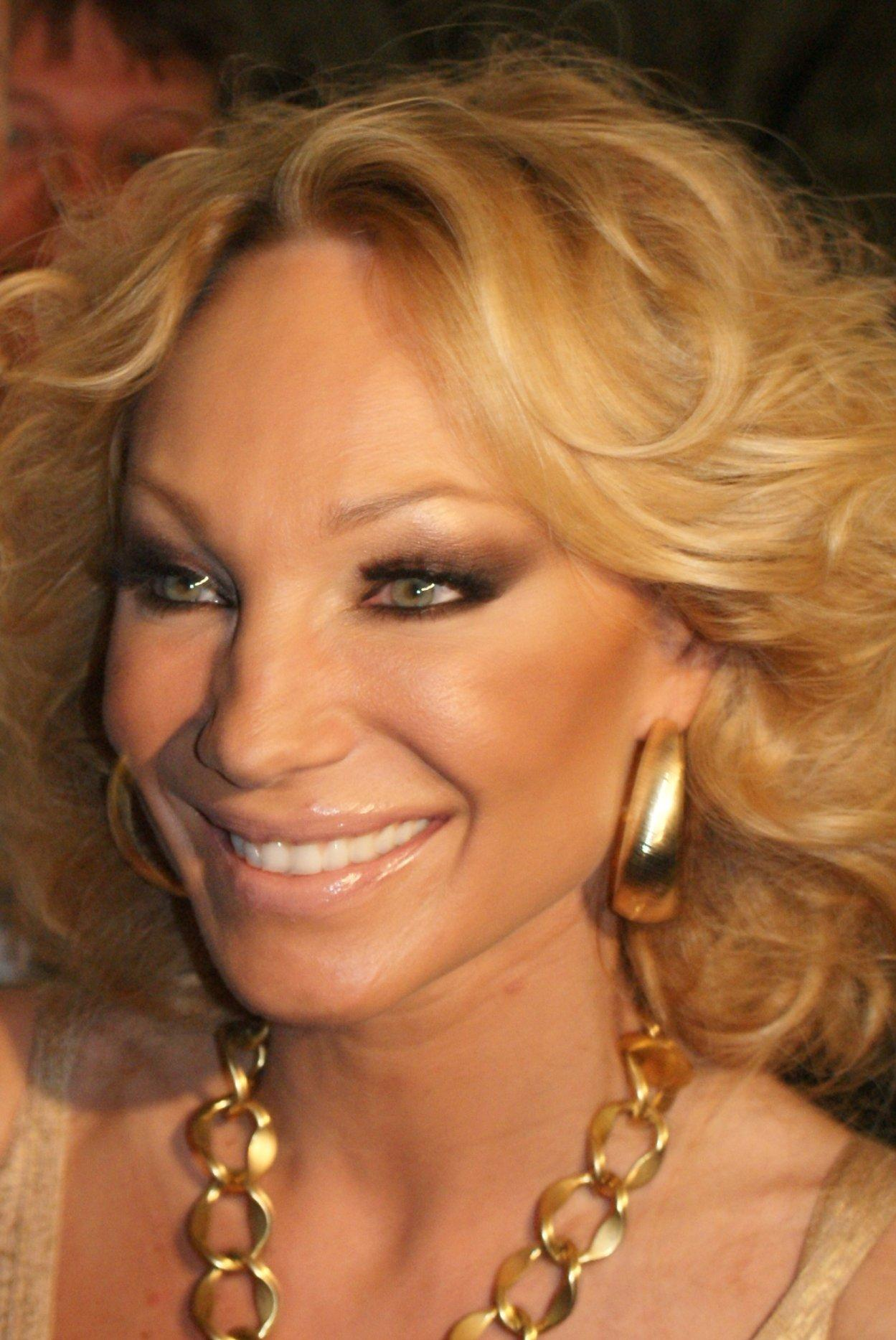
Charlotte Nilsson (numera Perrelli) deltog för Sverige och vann hela tävlingen det här året. Bilden är från 2008 då hon tävlade för Sverige en andra gång.

Efter Dana Internationals seger året innan fick Israel stå som värdland. Samma arena som stod värd 1979 användes (Binyanei Ha'ouma ICC i Jerusalem) även det här året och för första gången i ESC-historien var det tre programledare som ledde finalen, som hölls den 29 maj 1999.
EBU gjorde ett antal förändringar inför det här årets festival. För det första slopades språkregeln helt och hållet, vilket gjorde att alla tävlande länder själva fick bestämma vilket språk de ville sjunga på. Dessutom togs orkestern bort helt och hållet, vilket gjorde att man bara använde förinspelad musik till alla länders bidrag. Dock behölls regeln om att all huvud- och körsång skulle göras live och spärren för antalet länder behölls. Därför fick de sämst placerade året innan avstå tävlan det här året, till förmån för de länder som fick avstå 1998 års ESC.
Tjugotre länder kom till starten i och med att Bosnien och Hercegovina, Danmark, Island, Litauen och Österrike återkom igen. På grund av dålig placering året innan fick dock Finland, Grekland, Makedonien, Rumänien, Schweiz och Slovakien avstå tävlan. Egentligen skulle Lettland ha gjort debut, men drog sig ur och tillät då Ungern att tävla istället. Dock drog sig även Ungern ut vilket gjorde att Portugal fick deltaga istället.
Sverige tävlade som nummer femton (av tjugotre länder) och hade efter varje lands omröstning slutat på totalt 163 poäng och därmed också vunnit hela tävlingen. Det blev således Sveriges fjärde vinst i tävlingen. Det var också det sista seger under 13 år, fram till 2012. Island var länge nära att slå Sverige, men slutade på andra plats med 146 poäng (dock Islands dittills bästa resultat) och Tyskland slutade trea med 140 poäng. Allra sist blev Spanien som bara fick en poäng. Dock kan det tilläggas att man från nästföljande års Eurovision Song Contest införde den så kallade "Big Four"-gruppen som helt enkelt innebar att Frankrike, Spanien, Storbritannien och Tyskland inte längre behövde bekymra sig över sina nästkommande placeringar eftersom de från då började betala mest till tävlingen och därmed fick en automatisk finalplats oavsett hur bra eller dåligt de placerar sig.
Detta var den allra sista Eurovision Song Contest som sändes på 1900-talet. Estlands Diamond of Night, framförd av Evelin Samuel & Camille, fick därmed avsluta 1900-talets Eurovision Song Contest.

### Fotnoter
1. ↑  Melodifestivalen 1999, 27 februari 1999, eftertexter.[källa från Wikidata]
2. ↑  Melodifestivalen 1999, 27 februari 1999, eftertexter.[källa från Wikidata]
3. ↑  ”Melodifestivalen 1999”. Sveriges Television. Arkiverad från originalet den 18 april 2013. https://archive.is/20130418111306/http://www.svt.se/melodifestivalen/ommelodifestivalen/melodifestivalen-1999. Läst 26 oktober 2012.
4. ↑  Bolander, Mattias (22 september 2010). ”Bidragsrekord för Melodifestivalen 2011”. Poplight. Arkiverad från originalet den 11 januari 2014. https://web.archive.org/web/20140111171023/http://poplight.zitiz.se/artikel/bidragsrekord-foer-melodifestivalen-2011. Läst 23 april 2012.
5. ↑  ”Direktsändning”. Sveriges Television. 22 februari 1999. Arkiverad från originalet den 21 april 1999. https://web.archive.org/web/19990421065133/http://www.svt.se/melodifestivalen/1999/index.html. Läst 24 april 2012.
6. 1 2  ”Ring och rösta!”. Sveriges Television. 22 februari 1999. Arkiverad från originalet den 21 april 1999. https://web.archive.org/web/19990421065133/http://www.svt.se/melodifestivalen/1999/index.html. Läst 24 april 2012.
7. 1 2  http://wwwc.aftonbladet.se/nyheter/9902/28/schlager11.html Aftonbladet. 28 februari 1999. Läst 2014-02-28
8. ↑  Eftersom en bild på antal telefonröster per låt i Melodifestivalen 1999 i tidningen Expressen 28 februari 1999 på Wikipedia ansågs bryta emot upphovsrätten så får den inte vara på Wikipedia. Det står ingen annanstans om antal telefonröster per låt för hela startfälet ifrån Melodifestivalen 1999 på internet. 
Användare Vattuman har tagit en bild på antal telefonröster per låt för startfältet i Melodifestivalen 1999 på tidningen Expressen 28 februari 1999.
9. ↑  ”Melodifestivalen 1999 - Omröstningen”. YouTube. 8 september 2012. http://www.youtube.com/watch?v=XuGStwVyUDg. Läst 10 mars 2013.
10. ↑  Mediamätning i Skandinavien